# Кармель
Кармель (івр. הַר הַכַּרְמֶל, трансліт. Гар га-Кармель/Керем Ель, досл. «Божий виноградник»; араб. الكرمل, кириліз.: Курмуль, араб. جبل مار إلياس, кириліз.: Джабаль Мар Ельяс, досл. «гора Іллі Пророка») — гірська гряда, також часто згадується як гора Кармель чи як гірський хребет Кармель — гірський масив на північному заході Ізраїлю. Із заходу хребет обмежений Середземним морем, а з півночі — Хайфською затокою і долиною Звулун. На півдні і сході хребет потрохи понижується, переходячи в горби в районі міст Біньяміна на півдні і Йокнеам на сході (приблизно 25 кілометрів в кожну сторону). Зрештою, на сході горби швидко знову перетворюються в гори, які оточують долину річки Йордан. Довжина хребта гори Кармель — 39 км, ширина — 8 км.
Назва гори «Виноградник Божий» (Керем-Ель) походить від винограду, котрий колись рясно ріс на її схилах. Найвищий пік хребту заввишки 546 м знаходиться між містом Хайфа і друзьким поселенням Осфія на південний-схід від Хайфи. На цій вершині споруджено телевежу Хайфи. На сусідній вершині розміщений кампус Хайфського університету.

## Історія
Кармель шанується віруючими всіх трьох основних монотеїстичних релігій. Адже Ілія-пророк (Еліяху) дуже любив північну частину Ізраїлю та район Хайфи. І колись він у печерах Кармелю переховувався. Зараз печера, в якій, за переказами, він жив, є релігійним центром поклоніння юдеїв і християн. Вона знаходиться в межах міста Хайфи, практично одразу під єдиною в Хайфі лінією канатної дороги, біля підніжжя гори. На вершині гори пророк молив Бога про припинення трирічної посухи, а потім з трепетом стежив за появою в небі дощової хмари. Місце, в якому він переміг жерців Ваала (ця історія описана в 18-й главі Третьої книги Царств), називається «Мухрака» — що арабською означає «Вогняне місце». Мухрака знаходиться в північно-східній частині гори Кармель, звідти відкривається вид на всю долину Ізреель. Мухрака розташована на висоті 482 м, на відстані 27 км від Хайфи і 13 км від Мегіддо. Також гора вважається місцем, де, за переказами, відбулося його знесення на небо.
Римський імператор Веспасіан приносив на цій горі жертву Юпітерові. Після перемоги християнства на горі Кармель виникла ціла мережа монастирів. Найбільшим і відомим вважається католицький монастир ордену кармелітів, що існує тут з початку XIII століття. Своєю назвою орден зобов'язаний горі Кармель. Монастир періодично руйнувався і знов відновлювався, його сучасний вигляд склався на початку XIX століття.
На західному схилі гори Кармель в печерах Табун і Схул у 1929–1934 були знайдені кісткові рештки людей разом з кам'яними знаряддями леваллуазького типу і кістками викопних тварин. У печері Табун виявлено майже повний скелет жінки неандертальського типу і нижню щелепу чоловічого черепа з виразним підборідним виступом. У печері Схул відкриті кістки десяти скелетів різних ступенів збереження (характеризуються великими індивідуальними відмінностями й поєднанням неандерталських і сучасних особливостей у будові черепа та ін частин кістяка). Час їх існування — 45-40 тис. років тому. Одні вчені вважають, що населення печер Кармель — результат змішання людей неандертальського і сучасного типу; інші бачать в них еволюційний перехід від стародавніх людей до нових.